# Свежов, Виктор Владимирович
Ви́ктор Влади́мирович Свежо́в (17 мая 1991, Красногорск, Московская область, СССР) — российский футболист, полузащитник.

## Карьера
Воспитанник динамовской спортивной школы имени Льва Яшина. За дубль «бело-голубых» играл с 2007 года, впервые вышел на поле в турнире дублёров 13 апреля 2007 года, в неполные 16 лет, на замену в гостевом матче против «Зенита» (0:1). Всего в сезоне-2007 провёл 10 матчей за дубль, а уже на следующий год стал одним из основных полузащитников дубля, проведя 24 игры, также в 2008 году он впервые был привлечён к тренировкам основного состава. В январе 2009 года выиграл Мемориал Гранаткина в составе юношеской сборной России. 10 апреля 2009 года забил свой первый гол за дубль, в ворота «Ростова», и помог своей команде победить со счётом 2:0. 24 мая 2009 года впервые вышел на поле в основном составе динамовцев в победном (1:0) домашнем матче с «Зенитом». Летом того же года сыграл в матчах квалификации Лиги чемпионов против шотландского «Селтика» (1:0, 0:2). 12 августа 2010 года перешёл в «Томь» на правах годичной аренды. В марте 2011 года был отдан аренду в «Луч-Энергию». В феврале 2012 года подписал контракт с «Крыльями Советов». В дальнейшем играл в ФНЛ за московское «Торпедо», «Сибирь», «Факел» и «Балтику». В 2019 году перебрался в Беларусь, клуб «Минск». В 2020 году играл в Таджикистане за «Истиклол». В 2021—2023 годах — в «КАМАЗе». В июне — августе 2023 года — в «Чайке» (Песчанокопское).

## Достижения

### Командные
- Бронзовый призёр Первенства ФНЛ: 2013/14
- Победитель Мемориала Гранаткина: 2009[2]
- Обладатель Суперкубка Таджикистана: 2020

### Личные
- Приз «Надежда „Динамо“»: 2009[11]